# Златни скарабеј
„Златни скарабеј” (енгл. The Gold-Bug) је приповетка америчког писца Едгара Алана Поа, први пут објављена 21. јуна 1843. године. Радња прати Вилијама Легранда, који постаје опседнут необичном бубом златне боје коју је открио. Његов слуга Јупитер се плаши да ће Легранд полудети и одлази код Леграндовог пријатеља, неименованог приповедача, који пристаје да посети свог старог пријатеља. Легранд увлачи другу двојицу у авантуру након што дешифрује тајну поруку која ће их довести до закопаног блага.
Прича, смештена на Саливаново острво, у Јужној Каролини, често се пореди са Поовим „причама о рационирању” као рани облик детективске фикције. По је постао свестан интересовања јавности за тајно писање 1840. и замолио је читаоце да изазову његове вештине разбијача шифри. Искористио је популарност криптографије док је писао ову приповетку, а успех приче је дугује једном таквом криптограму. Савремени критичари оценили су карактеризацију Леграндовог слуге Јупитера као расистичку, посебно због његовог комичног начина говора са акцентом.
По је послао причу у виду пријаве на такмичење у писању које су спонзорисале новине Philadelphia Dollar Newspaper. „Златни скарабеј” је освојио главну награду и објављен је у три наставка, почевши од јуна 1843. године. Награда је такође укључивала 100 долара, вероватно највећу појединачну суму коју је По добио за било које од својих дела. Прича је била најпопуларније и најчитаније Поово прозно дело током његовог живота. Такође је помогла популаризацији криптограма и тајног писања.

## Радња
Вилијам Легранд се преселио из Њу Орлеанса на Саливаново острво у Јужној Каролини након што је изгубио породично богатство, а са собом је довео свог афроамеричког слугу Јупитера. Приповедач, Леграндов пријатељ и лекар, посећује га једне вечери да би видео необичну бубу налик скарабеју коју је Легранд пронашао. Тежина бубе и блиставозлатни изглед убеђују Јупитера да је направљена од чистог злата. Легранд ју је позајмио поручнику стационираном у оближњој утврди, али је нацртао њену скицу за приповедача, са ознакама на оклопу које подсећају на лобању. Док разговарају о бубу, Легранд се посебно фокусира на скицу и пажљиво је закључава у свој сто. Збуњен, приповедач одлази.
Месец дана касније, Јупитер посећује приповедача у име свог господара и тражи да одмах дође, плашећи се да је Легранда угризла буба и да је полудео. Када стигну на острво, Легранд инсистира да ће буба бити кључ за проналажење изгубљеног богатства. Он их води у експедицију до одређеног дрвета на копну и натера Јупитера да се попне на њега док не пронађе лобању закуцану на крају једне гране. По Леграндовом упутству, Јупитер испушта бубу кроз једну очну дупљу и Легранд корача до места где почињу да копају. Не налазећи ништа тамо, њих тројица се враћају до дрвета и Легранд поставља клин који је користио да означи место где је буба слетела. Он корача одатле у нову област, где, после копања, проналазе два скелета и сандук испуњен златницима и накитом. Они процењују укупну вредност на 1,5 милиона долара, али се чак и та цифра показује испод стварне вредности када на крају продају благо.
Легранд објашњава да је оног дана када је пронашао бубу на обали, Јупитер покупио комад пергамента да је умота. Легранд је задржао белешку и искористио је да скицира бубу за приповедача; притом је, међутим, приметио трагове невидљивог мастила, откривене топлотом ватре која је горела на огњишту. Показало се да пергамент садржи криптограм, који је Легранд дешифровао као скуп упутстава за проналажење блага које је закопао злогласни гусарски капетан Кид. Последњи корак укључивао је испуштање одређене тежине кроз лево око лобање на дрвету; првим ископавањем нису ништа пронашли јер је Јупитер грешком испустио бубу кроз десно око. Легранд размишља да су скелети можда остаци два члана Кидове посаде, који су закопали сандук и потом били убијени да никоме не би открили његову локацију.

## Анализа
„Златни скарабеј” укључује једноставну шифру. Иако није измислио „тајно писање” или криптографију (вероватно је био инспирисан интересовањем за Робинзона Крусоа Данијела Дефоа), По га је свакако популаризовао у своје време. За већину људи из 19. века, криптографија је била мистериозна и они који су могли да разбију шифре сматрани су обдареним готово натприродним способностима. По је скренуо пажњу на то као на новину током четири месеца у филаделфијској публикацији Alexander's Weekly Messenger 1840. године. Он је замолио читаоце да доставе сопствене шифре, хвалећи се да може све да их реши без напора. Овај изазов је изазвао, како је По писао, „веома живо интересовање међу бројним читаоцима часописа. Писма су стизала уреднику из свих делова земље.” У јулу 1841, По је објавио „Неколико речи о тајном писању” и, схвативши интересовање за ову тему, написао је „Златног скарабеја” као једно од ретких књижевних дела које је укључивало шифру као део приче. Леграндово објашњење његове способности да реши шифру је веома слично Поовом објашњењу у „Неколико речи о тајном писању”.
„Златни скарабеј” из приче није прави инсект. По је комбиновао карактеристике два инсеката која су се могла пронаћи у области где се прича одвија. Callichroma splendidum, иако технички није скарабеј, већ врста стрижибубе (Cerambycidae), има златну главу и тело благе златне боје. Црне мрље на леђима измишљене бубе могу се наћи на буби Alaus oculatus, која такође потиче са Саливановог острва.
Поов приказ афроамеричког слуге Јупитера често се сматра стереотипним и расистичким. Јупитер је приказан као сујеверан и толико неинтелигентан да не може да разликује лево од десног. Проучавалац Поа, Скот Пиплс, сажима Јупитера, као и Помпеја у „Предикаменту”, као „карикатуру у стереотипичној црначкој представи”. Леонард Касуто, који је назвао Јупитера „једним од Поових најозлоглашенијих црних ликова”, наглашава да је лик ослобођен, али одбија да напусти свог „газда Вила”. Он наводи да је Јупитер „типичан Самбо: смејућа и комична фигура чију псећу оданост прати само његова глупост”. По је вероватно укључио лик инспирисан сличним у Шепард Лију Роберта Монтгомерија Берда, којег је рецензирао. Црначки ликови у фикцији током овог временског периода нису били неуобичајени, али Поов избор да му да улогу са дијалогом јесте. Критичари и стручњаци, међутим, постављају питање да ли је Јупитеров акценат био аутентичан или само комичне природе, сугеришући да није сличан акцентима које користе црнци у Чарлстону, већ да је вероватно инспирисан Гула црнцима.
Иако је прича често укључена међу Поову детективску фикцију, „Златни скарабеј” технички није детективска прича јер Легранд задржава доказе све док се не открије решење. Без обзира на то, лик Легранда се често пореди са Поовим измишљеним детективом С. Огистом Дипеном због његовог „рационирања“. „Рационирање”, термин који је По користио да опише Дипенову методу, је процес којим Дипен открива оно што други нису видели или оно што други сматрају неважним.

## Историја објављивања и пријем
По је првобитно продао „Златног скарабеја” Џорџу Рексу Грејаму за Graham's Magazine за 52 долара, али га је тражио назад када је чуо за такмичење у писању које је спонзорисао Dollar Newspaper. По није вратио новац Грејаму и уместо тога је понудио да му надокнади критикама које ће написати. По је освојио главну награду; поред освојених 100 долара, прича је објављена у два наставка 21. јуна и 28. јуна 1843. године. Поова исплата од 100 долара је можда била највиша за неко његово дело. Очекујући позитиван одговор читалаца, Dollar Newspaper је пре објављивања преузео ауторска права на „Златног скарабеја”.
Прича је поново објављена у три наставка у Saturday Courier-у у Филаделфији 24. јуна, 1. јула и 8. јула; последња два су се појавила на насловној страни. Даља реиздања у америчким новинама учинила су „Златног скарабеја” Поовом најчитанијом причом за његовог живота. До маја 1844. По је известио да је издао 300.000 примерака, иако му вероватно није плаћено за ово реиздање. Прича је такође помогла да се повећа његова популарност као предавача. Једно предавање у Филаделфији након објављивања приче привукло је тако велику публику да су стотине људи биле одбијене. Као што је По написао у једном писму из 1848, прича је „направила велику буку”. Касније ће упоредити успех „Златног скарабеја” са успехом песме „Гавран”, иако је признао да је „птица победила бубу”.
Public Ledger ју је назвао „капиталном причом”. Џорџ Липард написао је за Citizen Soldier да је причу „окарактерисало узбудљиво интересовање и графичка, али и моћ описа. Ово је једна од најбољих прича које је По икада написао.” Graham's Magazine је у рецензији из 1845. објавио да је прича „прилично изванредна као пример интелектуалне оштрине и суптилности расуђивања”. Томас Дан Инглиш је написао у Aristidean-у у октобру 1845. да је „Златни скарабеј” вероватно имао већи тираж од било које друге америчке приче и „можда је ово најгенијалнија прича коју је господин По написао; али... не може се поредити са Издајничким срцем — а посебно са 'Лигејом'”. Поов пријатељ Томас Холи Чиверс рекао је да је „Златни скарабеј” започео „златно доба Поовог књижевног живота”.
Популарност приче је донела и полемику. У року од месец дана од објављивања, филаделфијски Daily Forum је оптужио Поа за заверу са комитетом за награду. Публикација је назвала приповетку „абортусом” и „неублаженим смећем” вредним не више од 15 долара. По је поднео тужбу за клевету против уредника Френсиса Дафија. Касније је одбачена, а Дафи се извинио што је сугерисао да По није заслужио награду од 100 долара. Уредник Џон ди Сол оптужио је Поа да је украо идеју за „Златног скарабеја” из приче „Имоџин; или пиратско благо”, коју је написала ученица позната као госпођица Шерберн.
„Златни скарабеј” је поново објављен као прва прича у колекцији Поових прича у јуну 1845. године, након чега је уследио „Црни мачак” и десет других прича. Успех ове колекције инспирисао је први француски превод „Златног скарабеја”, који је у новембру 1845. објавио Алфонс Борге. У француској верзији, шифрована порука је остала на енглеском, са преводом у загради уз решење. Прича је из те верзије преведена на руски две године касније, што је означило Поов књижевни деби у тој земљи. Године 1856. Шарл Бодлер је објавио свој превод ове приче. Бодлер је имао велики утицај у представљању Поовог дела у Европи, а његови преводи су постали дефинитивни широм континента.

## Утицај
„Златни скарабеј” је инспирисао Роберта Луиса Стивенсона у његовом роману Острво са благом. Стивенсон је признао овај утицај: „Упао сам у галерију господина Поа... Нема сумње да је костур [у мом роману] пренет од Поа.”
По је играо велику улогу у популаризацији криптограма у новинама и часописима у свом времену и шире. Вилијам Ф. Фридман, најистакнутији амерички криптолог, у почетку се заинтересовао за криптографију након што је као дете прочитао „Златног скарабеја” – интересовање које је касније употребио у дешифровању јапанских кодова током Другог светског рата. „Златни скарабеј” такође садржи прву употребу термина криптограф (за разлику од криптограма).
По је био стациониран у Форт Мултрију од новембра 1827. до децембра 1828. и искористио је своје лично искуство на Саливановом острву у рекреирању окружења за причу. Такође, овде је По први пут чуо приче о пиратима попут капетана Кида. Становници Саливановог острва назвали су своју јавну библиотеку по Поу. Локална легенда у Чарлстону каже да је песма „Анабел Ли” такође инспирисана Поовим временом проведеним у Јужној Каролини. По је такође поставио део „Преваре са балоном” и „Дугуљастог сандука” у ово окружење.
О. Хенри алудира на статус „Златног скарабеја” у жанру прича са закопаним благом у својој приповеци „Понуда и потражња”. Један лик сазнаје да су главни ликови у потрази за благом и пита их да ли су читали Едгара Алана Поа. Наслов романа Ричарда Пауерса Варијације златног скарабеја изведен је из Поове приче и Бахове композиције Голдберг варијације, а сам роман укључује део заплета приповетке.